# Jay Russell
Jay Russell (* 10. Januar 1960 in North Little Rock, Arkansas, USA) ist ein US-amerikanischer Filmregisseur, Filmproduzent und Drehbuchautor.

## Kurzbiografie
Russell studierte Regie an der Columbia University, an der er im Jahr 1984 seinen Abschluss erlangte. Zu seinen Lehrern zählte der bekannte tschechische Filmregisseur Miloš Forman. Zu seinen ersten Auftragsarbeiten gehörte das Inszenieren von Werbespots für die Nationalparks seines Heimatstaats Arkansas. Auftraggeber war der damalige Gouverneur von Arkansas, der spätere US-Präsident Bill Clinton.
1987 führte Russell im Alter von erst 27 Jahren Regie bei einem Spielfilm – dem Filmdrama Mit Volldampf nach Chicago mit Wilford Brimley und Kevin Bacon als Hauptdarsteller. Dennoch sollte es 13 Jahre dauern, bis es Russell im Jahr 2000 erneut gelang, Regie zu führen. In der Zwischenzeit setzte er Dokumentationen unter anderem bei Discovery Channel, CBS und USA Network in Szene.
2000 meldete sich Russell mit der Filmkomödie Mein Hund Skip zurück und führte seitdem bei drei weiteren Filmen Regie. Zu seinen letzten Werken zählt der Fantasyfilm Mein Freund, der Wasserdrache aus dem Jahr 2007.
Russell ist seit 1991 mit der Filmrequisiteurin und Szenenbildnerin Lee Cunningham verheiratet.

## Filmografie (Auswahl)
- 1987: Mit Volldampf nach Chicago (End of the Line)
- 2000: Mein Hund Skip (My Dog Skip)
- 2002: Bis in alle Ewigkeit (Tuck Everlasting)
- 2004: Im Feuer (Ladder 49)
- 2007: Mein Freund, der Wasserdrache (The Water Horse: Legend of the Deep)
- 2014: Das Weihnachts-Chaos (One Christmas Eve, Fernsehfilm)